# Школа № 17 (Мелітополь)
Початкова школа № 17 - школа І ступеня в місті Мелітополь Запорізької області.

## Історія
Школа виникла у 1998 році, коли початкові класи 10-ї гімназії були виділені в самостійну школу. (За тим же принципом від гімназії № 5 була відокремлена початкова школа № 3.) Є наймолодшою зі шкіл міста.
У 2008 році на прохання батьків у школі було відкрито 1-й клас з російською мовою навчання.
У 2012 році в школі було обладнано комп'ютерний клас.

## Сучасність
Школа займає лише третину приміщення у діючому дитячому садку, що обмежує розширення школи, незважаючи на значне перевищення кількості заяв про прийом до школи над числом учнів, яке школа реально здатна прийняти. У школі 10 класів (2009). Здебільшого школа веде набір дітей зі свого мікрорайону.
У школі поглиблено вивчаються українська, російська та англійська мови.
У школі організовуються різноманітні заходи, цікаві для дітей молодшого віку — виставка «Хліб — усьому голова», свята «Козацькому роду нема перекладу» та «Котигорошко», збирання макулатури. Школярі брали активну участь у дитячому конкурсі «Податки очима дітей», досягали успіху в естрадному конкурсі «Зоряний дощ», конкурсі ялинкових іграшок «Сузір'я казкових прикрас», конкурсі декоративно-ужиткового мистецтва. Проєкт учнів школи «Байдужість людей — головна причина страждань наших чотирилапих друзів» став переможцем Всеукраїнського конкурсу екологічних проєктів. Досягнення школи на міських конкурсах знавців англійської мови, олімпіадах з математики та конкурсів творчих робіт з української мови – одні з найвищих серед початкових шкіл міста.